# 杜布利茨基灣
70°5′S 7°45′E / 70.083°S 7.750°E
杜布利茨基灣（英語：Dublitskiy Bay）是南極洲的海灣，位於毛德皇后地沿岸，處於錫格德丘以北130公里，寬22公里，該海灣根據挪威探險隊拍攝的空中照片被繪入地圖。